# Satyrium fuliginosum
Satyrium fuliginosum is een vlinder uit de familie van de Lycaenidae. De wetenschappelijke naam van de soort werd als Lycaena fuliginosa in 1861 gepubliceerd door Edwards.